# Лиебьёрн, Хельге
Хе́льге Валенти́н Лиебьё́рн (швед. Helge Valentin Liljebjörn}; 16 августа 1904[…], Göteborgs Carl Johans parish — 2 мая 1952, Göteborgs Carl Johans parish) — шведский футболист и футбольный тренер, играл на позиции полузащитника. Участник чемпионата мира 1934 года.

## Биография

### Клубная карьера
Всю футбольную карьеру, насчитывающую десять сезонов, Лиебьёрн играл за ГАИС. В составе этого клуба в 1931 году выиграл чемпионский титул, сыграл 181 матч и забил 7 голов в Аллсвенскане. Завершил карьеру в 1938 году.

### Карьера в сборной
Дебютировал за сборную Швеции 29 сентября 1929 года в товарищеском матче со сборной Норвегии — Швеция проиграла матч 1:2.
В составе сборной Швеции принимал участие на чемпионате мира 1934 года, но на том турнире был запасным и не сыграл ни в одном матче. Последний матч за сборную Швеции сыграл 22 сентября 1935 года — матч со сборной Норвегии завершился победой Швеции со счётом 2:0. Всего за сборную Швеции сыграл 13 матчей.

### Карьера тренера
С 1941 по 1943 год работал главным тренером «ГАИС».

### Смерть
Скончался 2 мая 1952 года в возрасте 47 лет.

## Достижения
ГАИС
- Чемпион Швеции (1) : 1931